# Bari Sardo
Bari Sardo (Latin: Custodia Rubriensis) là một đô thị tại tỉnh Ogliastra trong vùng Sardinia, có vị trí khoảng 80 km về phía đông bắc của Cagliari và khoảng 9 km về phía nam của Tortolì. Tại thời điểm ngày 31 tháng 12 năm 2004, đô thị này có dân số 3.880 người và diện tích là 37,5 km².
Bari Sardo giáp các đô thị: Cardedu, Ilbono, Lanusei, Loceri, Tortolì.

## Tham khảo

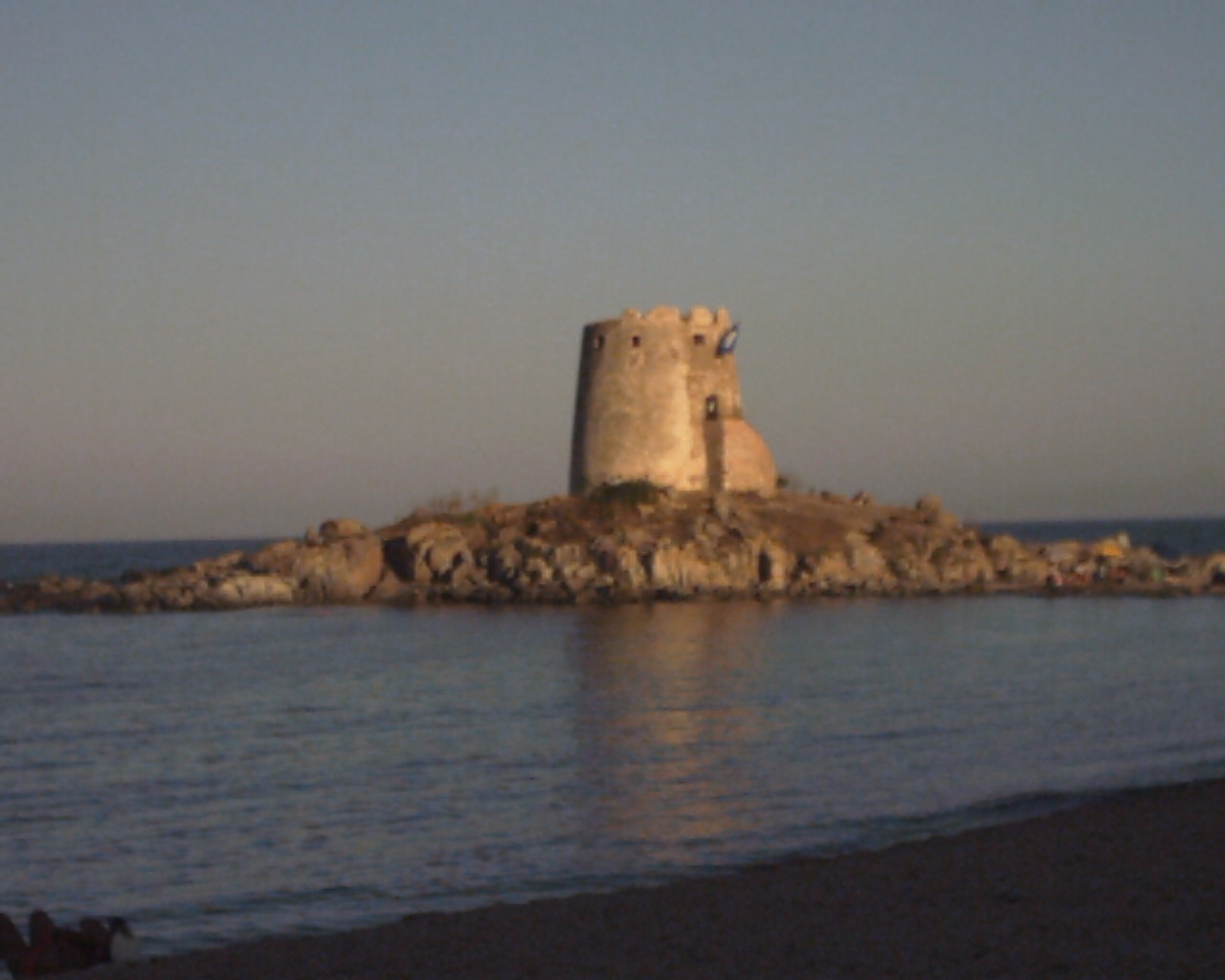
Tháp Barì.